# Antisemitismo en Argentina
El antisemitismo es la práctica de mostrar hostilidad o discriminación hacia los judíos como grupo religioso, étnico o racial. En Argentina el antisemitismo ha existido desde la colonización española en el siglo XVI y ha continuado hasta nuestros días.  En el siglo XX, el antisemitismo en Argentina fue particularmente generalizado, especialmente en la Segunda Guerra Mundial y en la era posterior a ella. 

## Historia

### Principios del siglo XX
La inmigración masiva de finales del siglo XIX trajo un número considerable de alemanes y judíos a Argentina.Esta inmigración masiva, a su vez, generó un fervor nacionalista que, en combinación con el crecimiento del nazismo entre los argentinos alemanes, generó medidas contra los judíos. En 1902, Argentina aprobó una Ley de Residencia que limitaba el número de inmigrantes  y algunos periódicos fueron incorporando retórica antisemita en sus artículos. De manera similar, en las comunidades argentinas alemanas circulaba propaganda contra los judíos no alemanes en sus periódicos, y hubo manifestaciones de rechazo ante visitas de judíos, incluso de aquellos famosos y prestigiosos como Albert Einstein.
El 15 de mayo de 1910 se produjo el primer y único pogromo en la Argentina. Fue cuando jóvenes de clase alta, salidos de la muy exclusiva "Sociedad Sportiva Argentina" bajo la conducción del barón Demarchi, asaltaron las sedes del Avangard, órgano del "Bund", agrupación obrera socialista judía, y la denominada "Biblioteca Rusa", para quemar luego sus libros en Plaza Congreso.
En la década de 1930, con posterioridad al golpe militar de 1930 que inició un período de medio siglo de dictaduras fascistas mayoritariamente militares en Argentina y llevó al poder al general José Félix Uriburu, se formó la Agrupación Nacional Argentina (ACG) del Partido Obrero Socialista Alemán (NSDAP). En 1931, el ACG presentó la esvástica en los periódicos, realizó el saludo hitleriano en manifestaciones anunciadas públicamente y finalmente, el día 10 de abril de 1938 organizaron un acto en el estadio Luna Park, en el que se calcula que participaron 10.000 personas o más, con motivo del festejo del Anschluss.
La retórica antisemita planteada por la Iglesia Católica también permeaba la sociedad argentina. Para los sacerdotes Gustavo Franceschi, director de la revista católica Criterio, y Leonardo Castellani, los pogromos ya no eran soluciones inimaginables.  Al explicar por qué los pogromos podrían ser necesarios, el padre Julio Meinvielle, en su libro El Judío en el Misterio de la Historia de 1936, razonó que los judíos, a quienes equiparaba al anticristo, estaban promoviendo el pecado en la sociedad de Dios, que él equiparaba a la sociedad de los católicos argentinos; por lo tanto, se requería acción. Bajo la influencia de estos tres sacerdotes, la revista Criterio viró hacia el más decidido antisemitismo.
También el periódico Frente Argentino, sostenía abiertamente que asesinar judíos no era delito, y se fundó una Alianza Antijudía Argentina. La organización nacionalista más notable de la época, la Alianza de la Juventud Nacionalista, liderada por Juan Queraltó se inclinó también por una ideología antisemita cada vez más clara.Entre los intelectuales, Gustavo Martínez Zuviría tuvo gran éxito con sus novelas antisemitas, y el panfleto Los protocolos de los sabios de Sion tuvo una amplia difusión en la Argentina. Sin embargo, esa actitud no era exclusiva de la Argentina: más allá de la Alemania nazi, el antisemitismo lograba muy visibles avances en gran cantidad de países, como en los países «blancos» de la Commonwealth, en Francia o también en la Unión Soviética.

### Bajo Juan Domingo Perón
El propio Perón, como lo evidencian memorandos internos desde el comienzo de su carrera política, y especialmente durante su paso por el G.O.U., suscribió a una retórica antisemita que contextualizaba a los judíos de acuerdo con la teoría de dominación social propagada por los antisemitas seculares. También, en los primeros años de su gobierno respaldó a la Iglesia Católica al hacer que la enseñanza del catolicismo fuera obligatoria en todas las escuelas.  Pero Perón nunca permitió que la retórica antisemita evolucionara más, negando los pedidos de medidas extremas dentro de su administración, como los campos de concentración.  Este repudio externo, sin embargo, fue respondido con fuertes medidas internas antisemitas, lo que ha provocado un debate histórico sobre el legado antisemita de Perón y el peronismo.
Antes del gobierno de Perón, el canciller argentino, José Cantilo, había emitido una directiva a todos los embajadores argentinos en todo el mundo prohibiendo cualquier inmigración judía a Argentina.  Esta directiva, conocida como Directiva Once, no sólo continuó bajo el gobierno de Perón, sino que se intensificó durante el tiempo en que se llevaba a cabo la solución final de Hitler.  Por ejemplo, el canciller nazi Joachim Von Ribbentrop, que formó parte del equipo responsable de expulsar a todos los judíos del territorio alemán, identificó a cien judíos argentinos en territorio alemán y contactó a embajadores y ministros argentinos para su repatriación a la Argentina, buscando protegerlos de la solución final de Hitler. El gobierno de Perón ignoró al principio la oferta de Ribbentrop y, después de responder, retrasó la acción hasta después de terminada la guerra.  Además, nombrado jefe de Inmigraciones bajo Perón, y posteriormente encargado de hacer cumplir la Directiva Once, fue Santiago Peralta, un nazi argentino. Mientras estuvo en el cargo, Peralta publicó dos libros que detallaban sus puntos de vista: el primer libro, titulado La acción del pueblo judío en Argentina (1943), promovió la narrativa de la "dominación social"; y en su segundo libro, La influencia del pueblo árabe en Argentina, Peralta comparó la relación judía con la sociedad con la de los quistes en el cuerpo humano.
Cuando Perón fue elegido presidente en 1946, reinstaló a Peralta como jefe de Inmigración, a pesar del clamor público por la renuncia de Peralta, y poco después se produjo un conflicto de inmigración judía. En uno de esos episodios, conocido como el Asunto Jamaica de 1946, el SS Jamaica atracó en Argentina con setenta pasajeros judíos. Al enterarse de los pasajeros del SS Jamaica, Peralta se negó a dejarlos desembarcar. La comunidad judía, indignada, recurrió directamente a Perón, quien pretendió investigar la situación pero en realidad no hizo nada, lo que provocó la salida del Jamaica con los pasajeros a bordo.  Un año después ocurrió una situación similar con el SS Campana. Sin embargo, esta vez Perón dejó que los judíos desembarcaran a pesar de las objeciones de Peralta. Cabe destacar, sin embargo, que se argumenta que las acciones de Perón fueron probablemente motivadas políticamente más que altruistas, ya que cuando los judíos a bordo del Campana fueron a agradecerle personalmente a Perón, él estaba ausente de su oficina, y una semana después formó la Organización Argentino-Israelita, que dividió a la comunidad judía al otorgar privilegios especiales a aquellos que eran parte de la organización, es decir, aquellos dispuestos a prometer su lealtad a Perón.

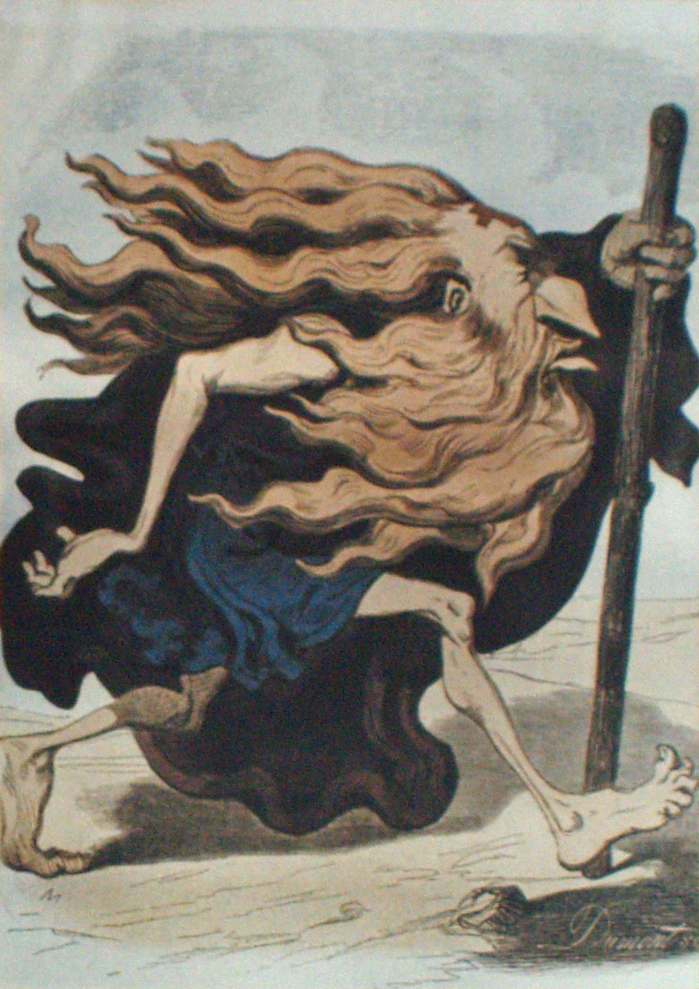
Un ejemplo de la representación antisemita propuesta por hombres como el padre Virgilio Filipo.

También forma parte del historial de Perón su aceptación de la Alemania nazi y de los nazis durante y después de la Segunda Guerra Mundial. Según el jefe del SD Walter Schellenberg en un interrogatorio realizado por estadounidenses después de la Segunda Guerra Mundial, una vez que Perón asumió el poder se negoció rápidamente un acuerdo que garantizaba a los nazis el paso a la Argentina sin arresto ni castigo, y la inclusión en el Servicio Secreto Argentino, a cambio de recursos nazis.  Mientras estaba exiliado en España, Perón aparentemente verificó la historia de Schellenberg, explicando en grabaciones de casete que finalmente fueron transcritas cómo y por qué ayudó a los nazis a escapar a Argentina. Según Perón, los juicios de Núremberg violaron el honor militar y, por lo tanto, fueron vergonzosos, porque los aliados actuaron como si hubieran perdido a pesar de ser victoriosos.  Así, junto con su asistente personal Rodolfo Freude —cuyo padre era considerado uno de los diez hombres más ricos de América Latina, era nazi y un importante, posiblemente el mayor, donante de Perón— y Santiago Peralta, su jefe nazi de Inmigración, trató de rescatar a tantos criminales de guerra convictos y colaboradores nazis como fuera posible.  Entre 1946 y 1947, trece de esas personas fueron trasladadas en avión desde Madrid a Argentina, a muchas de las cuales se les concedieron puestos en su gobierno o en el ejército.

### Después de Perón

Bandera del Movimiento Nacionalista Tacuara

Después de que Perón fue depuesto en 1955, un par de grupos paramilitares antisemitas florecieron en los regímenes que vinieron después. Uno de estos grupos, los Tacuara, se consideraban herederos del fascismo de la Alemania de entreguerras.  Como tal, los miembros de Tacuara buscaron emular a sus herederos al continuar su exterminio de los judíos: bombardeando y disparando edificios con judíos dentro, ejecutando a estudiantes universitarios judíos y participando en acoso físico a los judíos, como tallar una esvástica en el pecho de un estudiante universitario judío. Los Tacuara también intentaron imitar a la Alemania fascista al continuar con su propaganda: colocaron carteles con las palabras "¡Judíos al Crematorio! Honor a Eichmann" por Buenos Aires.  Muchos Tacuara también tenían vínculos con el Ku Klux Klan estadounidense, y luego se convertirían en miembros de la junta militar de 1976.  El otro grupo, la Alianza Anticomunista Argentina (La Triple A), era una versión de extrema derecha de Tacuara que buscaba asesinatos organizados de judíos.  Muchos miembros de la Triple A eran ex Tacuara, y el grupo luego inició una revista para su propaganda llamada El Caudillo, que fue subsidiada por los gobiernos de Perón y su esposa en la década de 1970.  Esta revista, además de expresar su apoyo al gobierno de Perón, también abundaba en invectivas antisemitas, al igual que Alianza, perteneciente a la renacida Alianza Libertadora Nacionalista bajo la conducción de su líder histórico Juan Queraltó.
El antiguo antisemitismo de estos grupos volvió a salir a la luz durante la reunión pública que organizó la Alianza Libertadora Nacionalista con motivo de la promulgación de la ley para la repatriación de los restos de Juan Manuel de Rosas. Allí se exhortó abiertamente a la asistencia, entre cánticos y vítores en honor de Rosas, a atacar a los judíos, y se oyó pronunciar contra ellos, a gran voz: ¡¡¡Mazorca, Mazorca, judíos a la horca!!! (siendo la Mazorca la milicia de choque del régimen rosista).

### La Junta Militar de 1976-1983
Entre 1976 y 1983, la junta militar a cargo emprendió lo que se conoce como la "guerra sucia". En este período un gran número de personas (entre nueve mil y treinta mil según las distintas versiones) fueron secuestrados, torturados y asesinados (o "desaparecidos", según declaraba el gobierno).  Con el fin de erradicar a los supuestos "enemigos internos" de Argentina, la junta estableció campos clandestinos de detención para todos los enemigos del Estado. Aunque los judíos no fueron un objetivo específico del Estado, el testimonio de los sobrevivientes de los campos de concentración indica que para muchos, la sola condición de judíos hacía que tuvieran un trato diferenciado y más cruel que los otros prisioneros.

### Período democrático
Con la restauración de la democracia tras el fin de la junta militar en 1983, el antisemitismo en Argentina no desapareció. Según un informe de Naciones Unidas, hacia 1990 existían al menos tres grupos neonazis organizados activos, sin embargo, estos grupos son relativamente poco influyentes políticamente y entre los tres cuentan con menos de 300 miembros. 
En marzo de 1992, un grupo llamado Organización Jihad Islámica llevó a cabo un atentado suicida detonando una bomba en el edificio de la Embajada de Israel en Buenos Aires. En el atentado a la embajada de Israel murieron 29 civiles. Entre los muertos había dos mujeres israelíes que eran esposas del cónsul y del primer secretario de la embajada.[cita requerida]
En julio de 1994 se produjo un atentado suicida con una camioneta bomba en el edificio de la Asociación Mutual Israelita Argentina (AMIA) en Buenos Aires, conocido como el atentado de la AMIA . El bombardeo mató a 85 personas y dejó cientos de heridos. El gobierno argentino acusó a Irán y a Hezbolá de llevar a cabo el ataque. 

### Antisemitismo en Argentina en elsigloXXI
Según un informe sobre los hechos antisemitas en Argentina durante 2012 realizado por la DAIA se había notado una disminución de denuncias sobre episodios antisemitas en el país. Sin embargo se puede observar un marcado aumento en el uso de los medios digitales como espacio para expresiones antisemitas. Otros tipos de manifestaciones antisemitas comunes en Argentina son las pintadas en la vía pública, las manifestaciones verbales, amenazas telefónicas o por correo electrónico y agresiones físicas. A su vez puede observarse un impacto de los acontecimientos dentro del conflicto del Medio Oriente en los aumentos de los hechos antisemitas. El Centro Simon Wiesenthal aclamó que "algunos activistas acusan a judíos argentinos de traición a la patria o directamente los tratan como si fueran extranjeros en su propio país. También demonizan a Israel y al sionismo, y agitan las acusaciones de apartheid y limpieza étnica".
Según el Informe sobre Antisemitismo en la Argentina 2013 publicado en el mes de diciembre del año 2014, la cantidad de denuncias antisemitas registradas se ha mantenido constante en comparación al año 2012. El mayor número de las denuncias antisemitas provienen de la ciudad de Buenos Aires. Sin embargo, según el informe realizado, el hecho de que haya un menor número de denuncias del resto del país no significa que exista un menor nivel de antisemitismo. La diferencia en el número de denuncias de actos antisemitas puede deberse a una menor disponibilidad para presentar las denuncias y a un mayor hincapié por parte de los medios de comunicación a la ciudad de Buenos Aires.
El mayor número de actos antisemitas está relacionado con la simbología nazi, siguiéndole subsecuentemente expresiones xenófobas, expresiones de antisemitismo conspirativo y términos antisemitas relacionados con el Medio Oriente.

#### Encuestas y opinión pública
Un informe de la Universidad de Buenos Aires realizado a pedido de la DAIA fue realizado en el año 2011 con el propósito de estudiar las actitudes hacia los judíos en la Argentina. Fueron interrogadas 1510 personas de distintas partes del país de entre 18 a 65 años de edad que ha revelado una actitud prejuiciosa y estigmatizante contra la población judía. Entre los resultados más notorios se puede observar que el 45% de los entrevistados no contraería matrimonio con una pareja judía, el 29% no viviría en un barrio con mayoría judía y el 39% admitieron que ven negativamente que los judíos ocupen cargos políticos, el 82% opinaron que lo que más les interesa es hacer buenos negocios y ganar dinero, el 49% sienten que son más leales a Israel que a Argentina, el 49% opinan que hablan demasiado de lo que les sucedió en el Holocausto y el 23% revelaron que aún siguen pensando que son responsables de la muerte de Cristo.
Una encuesta internacional de la Liga Antidifamación de la organización B’nai B’rith, realizada entre julio de 2013 y febrero de 2014, ha mostrado que uno de cada cuatro argentinos manifiesta prejuicios antisemitas.[cita requerida]

#### Extensión de los actos antisemitas
Una de las principales fuentes estadísticas sobre el grado de extensión de los actos antisemitas, es el Informe sobre antisemitismo en la Argentina realizado cada año en conjunto por la DAIA (Delegación de Asociaciones Israelitas Argentinas) y el CES (Centro de Estudios Sociales). Dentro del informe se distinguen nueve categorías principales de antisemitismo:
|      | Cantidad de actos antisemitas registrados en Argentina |
| ---- | ------------------------------------------------------ |
| 2000 | 177                                                    |
| 2001 | 185                                                    |
| 2002 | 149                                                    |
| 2003 | 177                                                    |
| 2004 | 174                                                    |
| 2005 | 373                                                    |
| 2006 | 586                                                    |
| 2007 | 348                                                    |
| 2008 | 302                                                    |
| 2009 | 503                                                    |
| 2010 | 274                                                    |
| 2011 | 263                                                    |
| 2012 | 243                                                    |
| 2013 | 236                                                    |
| 2014 | 340                                                    |
| 2015 | 478                                                    |
| 2016 | 351                                                    |
| 2017 | 404                                                    |
| 2018 | 834                                                    |
| 2019 | 918                                                    |
| 2020 | 504                                                    |
| 2021 | 488                                                    |
| 2022 | 427                                                    |
| 2023 | 598                                                    |
| 2024 | 679                                                    |

#### Antisemitismo en los medios digitales
La misma realidad mediática del siglo XXI ha impedido que en ese período existan publicaciones impresas con características antisemitas como habían sido, durante el siglo XX, Clarinada, Criterio o El Caudillo. No obstante esta tendencia lejos de desaparecer se trasladó al ámbito más difícil de controlar, de los medios digitales y las redes sociales. Desde el año 2011 Internet ha pasado a constituir el contexto con la mayor cantidad de denuncias por hechos antisemitas. Esta tendencia se incrementó a un 41% en el año 2013; aumentando así un 8% entre el 2011 y el 2013. La directora del Centro de Estudios Sociales, ha explicado este fenómeno como consecuencia de que "el contexto de internet ofrece impunidad y garantiza el anonimato, una condición necesaria para el antisemitismo."
El Observatorio Web, un programa conjunto del Congreso Judío Latinoamericano (CJL), la AMIA y la DAIA, advirtió aumento generalizado de las publicaciones antisemitas durante 2024 en diversas plataformas digitales, lo que incluye redes sociales y medios de comunicación online.
Ese mismo año la Justicia argentina inició una investigación sobre una gran variedad de consignas antisemitas y teorías conspirativas del mismo signo publicadas regularmente a través de las redes sociales Facebook, Instagram, y X por cuentas identificadas con el nombre "La Batalla Cultural" y luego reproducidas por una revistas de análisis político online (con suscripciones pagas) autodenominada “Revista Hegemonía”. La Justicia logró establecer que detrás de "La Batalla Cultural" y de “Revista Hegemonía” se encontraba el ciudadano brasileño Erico de Campos Valadares quien se encuentra radicado en Villa Gesell, razón por la cual la causa recayó en la Cámara Federal de Dolores. Al contrario de los principales difusores del antisemitismo en el siglo XX, Valadares no es escritor ni periodista, en el juicio dijo ser publicista y “universitario en historia y geografía”, aunque sin mencionar ningún título de grado ni de posgrado, logrando establecerse que se había desempeñaba como empleado público en la Jefatura de Gabinete de la Nación desde el año 2012, y desde el año 2022 en la Provincia de Buenos Aires como Personal de Gabinete del Presidente de la Autoridad del Agua. Valadares fue procesado por incitar a la violencia colectiva y realizar propaganda con fines discriminatorios, en los términos del artículo 3 primer párrafo de la Ley 23.592 de Antidiscriminación y el 212 del Código Penal. El primero establece prisión de un mes a tres años de prisión a quienes participen en una organización o realicen propaganda basados “en ideas o teorías de superioridad de una raza o de un grupo de personas de determinada religión, origen étnico o color, que tengan por objeto la justificación o promoción de la discriminación racial o religiosa en cualquier forma”.
En razón de este procesamiento, se le impuso al imputado la imposibilidad de ausentarse de su domicilio por un lapso mayor de 72 horas sin autorización previa del Juzgado, prohibiéndosele la salida del país y embargándolo por $10.000.000 sobre sus bienes para afrontar el eventual pago de una indemnización civil. Entre los contenidos que dieron lugar a estas medidas se citaron: “Vaya a escribir en idioma satanista a otra parte” (como respuesta a un comentarista que escribió en caracteres hebreos); “Cuidado con el jázaro adorador de Moloch. El jázaro gobierna y tiene el poder: cuide bien a sus hijos hasta podamos echar al jázaro y liberar la patria”; “Y no olvidemos: el jázaro Jabad Lubavitch es el que ungió al que gobierna (en referencia al presidente Javier Milei) y, por lo tanto, el que gobierna está al servicio del jázaro que adora a Moloch en los túneles subterráneos de Nueva York. Esto no es broma. Repetimos: no es broma, ellos son fanáticos religiosos y son muy peligrosos”.
En 2024, el Centro de Estudios Sociales de la DAIA reportó 678 denuncias de antisemistismo, un 13 % de crecimiento respecto de 2023.